# Rebeca Costoya
Wilma Rebeca Costoya López, más conocida como Rebeca Costoya, es una actriz de televisión y modelo venezolana.

## Biografía
Es graduada de la Universidad Santa María, donde se tituló de abogada y se especializó en Derecho Penal.
El 3 de mayo de 1985 fue Miss Nueva Esparta en el certamen Miss Venezuela 1985, celebrado en el teatro del Hotel Macuto Sheraton, Estado Vargas, donde quedó como 6ª finalista. Fue pareja por 4 años de cantante y actor Guillermo Davila.
Rebeca Costoya debutó como actriz en la novela Paraíso y Maribel de Venevisión en 1989. Rebeca luego fue también contrafigura en Inés Duarte, secretaria en 1992.
En Perú formó parte del elenco de Gorrión (protagonizada por Christian Meier y Marisol Aguirre) de Panamericana Televisión en 1994.
Su última telenovela fue Hoy te vi de RCTV en 1998. Actualmente también se dedica al maratonismo, modelar y el teatro.

## Carrera Artística

### Telenovelas
- 1989, Maribel - Erika (Venevisión)
- 1989, Paraíso (Venevisión)
- 1989, El Enviado (Venevisión)
- 1990, Inés Duarte, secretaria - Raquel Mendible. (Venevisión)
- 1990, Muñeca (Venevisión)
- 1991, Mundo de fieras - Geraldine Paricio (Venevisión)
- 1993, Pedacito de cielo - Capricho (Marte Televisión)
- 1994, Gorrión (Panamericana Televisión)
- 1998, Hoy te vi - Catalina Urdaneta de Linares (RCTV)

### Teatro
- 2011, Periodista de Farándula Se Solicita[4]
- 2014, El neceser rosa[3]